# سایتنرودا
سایتنرودا (به آلمانی: Seitenroda) یک شهر در آلمان است که در زاله‌هلتسلاند واقع شده‌است. سایتنرودا ۱۹۹ نفر جمعیت دارد.